# USC Heidelberg
Der USC Heidelberg ist ein 1899 gegründeter deutscher Sportverein aus Heidelberg. Aushängeschilder sind die Leichtathletik- und die Basketballabteilung, die unter dem Namen MLP Academics Heidelberg (Herren) bzw. SNP BasCats USC Heidelberg (Damen) spielt. Daneben bietet der Verein Volleyball und Tennis an.

## Basketball

### Herren

#### 1950 bis 1970: Sieben Meistertitel
| Saison  | Liga    | Platz | Spiele | Punkte | Endrunde              |
| ------- | ------- | ----- | ------ | ------ | --------------------- |
| 1966/67 | BBL Süd | 3     | 18     | 31:5   |                       |
| 1976/77 | BBL Süd | 2     | 18     | 28:8   | Halbfinale            |
| 1968/69 | BBL Süd | 4     | 18     | 26:10  |                       |
| 1969/70 | BBL Süd | 4     | 18     | 25:11  | 2. in Zwischenrunde B |

Die Basketballabteilung des Vereins wurde 1952 gegründet. Anfangs waren die Damen- und die Herrenabteilung gleichermaßen erfolgreich. Während es der Damenmannschaft des USC aber nicht gelang, den Heidelberger TV als bestes Team Heidelbergs abzulösen, entwickelte sich die Herrenabteilung in der zweiten Hälfte der 1950er Jahre zur führenden Vereinsmannschaft in der Bundesrepublik.
1956 nahmen die Mannschaften des USC Heidelberg sowohl bei den Herren als auch bei den Damen an der Endrunde um die deutsche Meisterschaft teil. 1957 spielten sowohl bei den Herren als auch bei den Damen Heidelberger Teams gegeneinander im Finale um die Deutsche Meisterschaft. Während bei den Damen der Heidelberger TV gegen die Damen des USC den Titel gewann, gewannen die Herren des USC Heidelberg das Finale gegen den Heidelberger Turnverein 1846 (HTV 46) mit 67:47. Maßgeblichen Anteil an dem Erfolg hatten die Nationalspieler Oskar Roth und Kurt Siebenhaar, die beide vom Turnerbund zum USC gewechselt waren, auch Trainer Anton Kartak war zuvor Spieler beim Turnerbund gewesen. Der Kader beim ersten Titelgewinn bestand aus Joe Beinert, Mike Gailius, Volker Heindel, Werner Lamade, Fritz Neumann, Hannes Neumann, Ulli Ottmar, Oskar Roth, Kurt Siebenhaar, Horst Stein und Manfred Ziegler.
1958 verteidigte der USC Heidelberg seinen Titel gegen den HTV 46 mit einem 51:47-Erfolg im Meisterschaftsfinale. Von 1957 bis 1962 gewann der USC sechs Meistertitel in Folge, viermal hieß der Trainer Anton Kartak, einmal Kurt Siebenhaar und beim Titel 1962 war Oskar Roth als Spielertrainer doppelt beteiligt. Außer Roth waren auch Volker Heindel, Werner Lamade, Fritz und Hannes Neumann, Ulli Ottmar, Horst Stein und Manfred Ziegler bei allen Titeln dabei, ab der Saison 1958/1959 wirkten Gerd Pflaumer und Ludwig Gundacker mit, 1959 stieß Klaus Weinand dazu, zur Spielzeit 1961/1962 kam der aus Palästina stammende Shooting Guard Rassem Yahya zum Team. Auch die deutsche Nationalmannschaft wurde von Heidelbergern geprägt: Bei einer Länderspielreise im Frühjahr 1961 gehörten mit Volker Heindel, Hannes Neumann, Oskar Roth, Horst Stein und Klaus Weinand fünf Spieler des USC zum Kader.
Vier Jahre nach dem Meistertitel 1962 gelang dem USC Heidelberg am Ende der Saison 1965/66 mit einem 73:68-Erfolg gegen den MTV Gießen erneut der Titelgewinn. Unter Trainer Kurt Siebenhaar waren mit Volker Heindel und Hannes Neumann noch zwei Spieler dabei, die bereits von 1957 bis 1962 Meister geworden waren, daneben gehörten mit Jürgen Langhoff und Klaus Urmitzer zwei weitere Nationalspieler zur ersten Mannschaft, Star der Mannschaft war der US-Amerikaner Eddy Johnson. In der Saison 1966/1967 schied der USC Heidelberg im Europapokal der Landesmeister erst gegen Real Madrid aus.

#### 1970 bis 2000: Meister, Pokalsieg, Abstieg
| Saison  | Liga                 | Platz | Spiele | Punkte | Endrunde                       | Pokal       |
| ------- | -------------------- | ----- | ------ | ------ | ------------------------------ | ----------- |
| 1970/71 | BBL Süd              | 3     | 18     | 26:10  | 4. Platz                       |             |
| 1971/72 | BBL Süd              | 3     | 18     | 17:11  | 3. in Zwischenrunde A          |             |
| 1972/73 | BBL Süd              | 3     | 18     | 18:10  | Deutscher Meister              |             |
| 1973/74 | BBL Süd              | 2     | 14     | 22:6   | 2. Platz                       |             |
| 1974/75 | BBL Süd              | 2     | 14     | 21:7   | 2. Platz                       |             |
| 1975/76 | BBL                  | 4     | 18     | 24:12  |                                |             |
| 1976/77 | BBL                  | 1     | 18     | 30:6   | Deutscher Meister              | Pokalsieger |
| 1977/78 | BBL                  | 1     | 18     | 28:8   | 2. Platz                       | Pokalsieger |
| 1978/79 | BBL                  | 5     | 18     | 20:16  | 6. Platz                       |             |
| 1979/80 | BBL                  | 7     | 18     | 10:26  | 4. in Relegationsrunde         |             |
| 1980/81 | 2. BBL Süd           | 2     | 18     | 28:8   | 1. Platz                       |             |
| 1981/82 | BBL                  | 7     | 18     | 16:20  | 3. in Relegationsrunde         |             |
| 1982/83 | 2. BBL Süd           | 1     | 18     | 30:6   | 1. Platz                       |             |
| 1983/84 | BBL                  | 8     | 18     | 12:24  | 3. in Finalrunde B             |             |
| 1984/85 | BBL                  | 9     | 18     | 10:26  |                                |             |
| 1985/86 | 2. BBL Süd           | 3     | 18     | 26:10  | 2. Platz                       |             |
| 1986/87 | 2. BBL Süd           | 2     | 18     | 26:10  | 2. Platz                       |             |
| 1987/88 | 2. BBL Süd           | 9     | 22     | 14:30  | 5. in Relegationsrunde         |             |
| 1988/89 | Regionalliga SW      | 9     | 20     | 12:28  |                                |             |
| 1989/90 | Regionalliga SW      | 8     | 18     | 12:24  |                                |             |
| 1990/91 | Regionalliga SW      | 2     | 18     | 28:8   |                                |             |
| 1991/92 | Regionalliga SW/Süd  | 2     | 18     | 28:8   |                                |             |
| 1992/93 | Regionalliga SW/Süd  | 2     | 18     | 30:6   |                                |             |
| 1993/94 | Regionalliga SW /Süd | 1     | 18     | 34:2   |                                |             |
| 1994/95 | 2. BBL Süd           | 1     | 22     | 8:36   | 5. in Relegationsrunde         |             |
| 1995/96 | 2. BBL Süd           | 5     | 24     | 28:20  | 5. in Relegationsrunde zur BBL |             |
| 1996/97 | 2. BBL Süd           | 7     | 18     | 16:20  | 1. in Platzierungsrunde        |             |
| 1997/98 | 2. BBL Süd           | 4     | 20     | 26:14  | 5. in Relegationsrunde         |             |
| 1998/99 | 2. BBL Süd           | 3     | 22     | 26:14  | 3. in Aufstiegsrunde           |             |
| 1999/00 | 2. BBL Süd           | 11    | 24     | 16:32  | 1. in Relegationsrunde         |             |

1972/73 gelang unter Trainer Dick Stewart der achte Titelgewinn. Star der Mannschaft war der Centerspieler Dietrich Keller, außerdem gehörten Aufbauspieler Hans Riefling, Hillar Gese, Wolfgang Lachenauer, Christoph Staiger und George Weston zum Stamm. In der darauf folgenden Saison 1973/74 erreichte der USC Heidelberg unter Trainer Hans Leciejewski das Endspiel um die Deutsche Meisterschaft, verlor dort aber gegen den SSV Hagen. Im Jahr darauf wurde Leciejewski durch seinen Vorgänger Dick Stewart abgelöst, erneut erreichten die Heidelberger das Endspiel um die Deutsche Meisterschaft, unterlagen aber diesmal dem MTV Gießen.
Nachdem der USC Heidelberg in der Saison 1975/76 den vierten Platz in der mittlerweile einteiligen Basketball-Bundesliga belegt hatte, sollte die Saison 1976/1977 den Höhepunkt der Vereinsgeschichte bringen. Mit Dietrich Keller und Hans Riefling waren noch zwei Spieler der Meistermannschaft von 1973 aktiv, Aufbauspieler Harald Rupp war Stammspieler der Nationalmannschaft. Dazu kamen mit Wolfgang Fengler und Reiner Frontzek zwei weitere Nationalspieler als Neuzugänge und mit Hershel Lewis verfügte Trainer Hans Leciejewski über einen Flügelspieler, der in der Vorauswahl für die US-amerikanische Olympiamannschaft gestanden hatte. Dieses Team gewann den neunten Meistertitel für den USC Heidelberg und konnte zusätzlich auch gegen TuS 04 Leverkusen den Deutschen Pokal gewinnen. Den letzten großen Titel gewann der USC Heidelberg in der Folgesaison. Obwohl mit Keller und Riefling zwei Stammspieler ihre Karriere beendet hatten, belegte der Verein den zweiten Platz in der Bundesliga und stellte mit Rainer Frontzek den Korbschützenkönig. Im Pokal verteidigte Heidelberg nach zwei Spielen mit einem Punkt Vorsprung seinen Titel gegen den SSV Hagen.
Frontzek wechselte nach dieser Saison zu Leverkusen, der USC Heidelberg belegte in der Saison 1978/79 den sechsten Platz in der Liga und stieg in der Folgesaison aus der Bundesliga ab. Der Verein kehrte zwar 1981/82 und von 1983 bis 1985 in die Bundesliga zurück, konnte sich dort allerdings nicht mehr dauerhaft halten. Nach drei Jahren in der zweiten Liga folgte 1988 der Abstieg in die drittklassige Regionalliga, in der Heidelberg sechs Jahre verbrachte. Erst 1994 gelang der Wiederaufstieg in die zweite Liga.

#### 2000 bis heute: MLP Academics Heidelberg
| Saison  | Liga       | Platz | Spiele | S  | N  | Endrunde           | BBL-Pokal     |
| ------- | ---------- | ----- | ------ | -- | -- | ------------------ | ------------- |
| 2000/01 | 2. BBL Süd | 8     | 30     | 15 | 15 |                    |               |
| 2001/02 | 2. BBL Süd | 11    | 30     | 13 | 7  |                    |               |
| 2002/03 | 2. BBL Süd | 7     | 32     | 16 | 16 |                    |               |
| 2003/04 | 2. BBL Süd | 3     | 30     | 23 | 7  |                    |               |
| 2004/05 | 2. BBL Süd | 6     | 30     | 19 | 11 |                    |               |
| 2005/06 | 2. BBL Süd | 7     | 30     | 15 | 15 |                    |               |
| 2006/07 | 2. BBL Süd | 6     | 30     | 18 | 12 |                    |               |
| 2007/08 | ProA       | 13    | 30     | 10 | 20 |                    |               |
| 2008/09 | ProA       | 11    | 30     | 12 | 18 |                    |               |
| 2009/10 | ProA       | 11    | 30     | 13 | 17 |                    |               |
| 2010/11 | ProA       | 8     | 28     | 13 | 15 |                    |               |
| 2011/12 | ProA       | 10    | 28     | 13 | 15 |                    |               |
| 2012/13 | ProA       | 9     | 30     | 14 | 16 |                    |               |
| 2013/14 | ProA       | 9     | 30     | 16 | 14 |                    |               |
| 2014/15 | ProA       | 6     | 30     | 17 | 13 | Viertelfinale      |               |
| 2015/16 | ProA       | 10    | 30     | 13 | 17 |                    |               |
| 2016/17 | ProA       | 5     | 30     | 18 | 12 | Viertelfinale      |               |
| 2017/18 | ProA       | 3     | 30     | 19 | 11 | Viertelfinale      |               |
| 2018/19 | ProA       | 2     | 30     | 19 | 11 | Halbfinale         |               |
| 2019/20 | ProA       | 4     | 28     | 16 | 12 | Saison abgebrochen |               |
| 2020/21 | ProA       | 2     | 28     | 21 | 7  | Meister            |               |
| 2021/22 | BBL        | 15    | 34     | 11 | 23 |                    |               |
| 2022/23 | BBL        | 12    | 34     | 15 | 19 |                    | Viertelfinale |
| 2023/24 | BBL        | 16    | 34     | 9  | 25 |                    | Achtelfinale  |

Seitdem spielte die Mannschaft ununterbrochen in der 2. Basketball-Bundesliga bzw. seit 2007 in der ProA. 2012 erfolgte die Umbenennung der Profimannschaft in MLP Academics Heidelberg. 2019 erreichte man mit dem zweiten Tabellenplatz und dem Halbfinale der Playoffs das beste Ergebnis der Vereinsgeschichte seit dem Abstieg 1985. 2021 schließlich wurde man Meister der ProA und erhielt das sportliche Aufstiegsrecht in die Bundesliga. Die Lizenz wurde zunächst unter auflösenden Bedingungen erteilt.
In der Saison 2023/24 gerieten die Heidelberger in der Bundesliga in Abstiegsgefahr. Im Januar 2024 musste Trainer Joonas Iisalo gehen, mit Ingo Freyer kam ein Nachfolger, der in den vorangegangenen beiden Jahren die Bundesligisten Oldenburg und Mitteldeutscher BC vor dem Abstieg gerettet hatte. Das gelang Freyer auch in Heidelberg. Anschließend einigte man sich auf die Trennung, als neuer Trainer wurde im Mai 2024 der Finne Daniel Jansson verkündet, der zuvor mit Tübingen den Bundesliga-Klassenerhalt verpasst hatte.

#### Zuschauer
Seit dem Jahr 2021 spielt die Profi-Mannschaft im SNP Dome. Dieser war erstmals am 5. Februar gegen Alba Berlin (19. Spieltag) mit 4.136 Zuschauern ausverkauft. Der Zuschauerrekord für ein Heimspiel der Academics wurde am 12. Januar 2025 gegen den FC Bayern München aufgestellt (13. Spieltag). Das Spiel wurde in der SAP Arena in Mannheim vor 14.713 Zuschauern ausgetragen.

##### Zuschauerentwicklung
| Spielzeit | Schnitt | Liga |
| --------- | ------- | ---- |
| 2022/23   |         | BBL  |
| 2021/22   | 1.592   | BBL  |
| 2020/21   | 7       | ProA |
| 2019/20   | 928     | ProA |
| 2018/19   | 976     | ProA |
| 2017/18   | 811     | ProA |
| 2016/17   | 812     | ProA |
| 2015/16   | 685     | ProA |
| 2014/15   | 736     | ProA |

Hinweis: Die Spielzeiten 2019/20 bis 2021/22 standen unter dem Einfluss der Covid-19-Pandemie.

#### Kader
| Spieler | Spieler            | Spieler           | Spieler    | Spieler | Spieler | Spieler             |
| Nr.     | Nat.               | Name              | Geburt     | Größe   | Info    | Letzter Verein      |
| ------- | ------------------ | ----------------- | ---------- | ------- | ------- | ------------------- |
|         |                    | Guards (PG, SG)   |            |         |         |                     |
| 0       | Vereinigte Staaten | DJ Horne          | 31.10.2000 | 1,85 m  |         | NC State            |
| 2       | Deutschland        | Niklas Würzner    | 02.02.1994 | 1,85 m  |         | USC Heidelberg      |
| 11      | /                  | Erol Ersek        | 20.04.1999 | 1,93 m  |         | Tigers Tübingen     |
| 20      | Vereinigte Staaten | Michael Weathers  | 05.08.1997 | 1,90 m  |         | BK Klosterneuburg   |
| 13      | Vereinigte Staaten | Alex Barcello     | 31.08.1998 | 1,88 m  |         | Gipuzkoa Basket     |
|         |                    | Forwards (SF, PF) |            |         |         |                     |
| 7       | Frankreich         | Evan Rietsch      | 14.01.2005 | 1,97 m  |         | Saint-Quentin       |
| 9       | Deutschland        | Paul Zipser       | 18.02.1994 | 2,03 m  |         | FC Bayern München   |
| 21      | Deutschland        | Mateo Seric       | 21.03.1999 | 2,04 m  |         | Tigers Tübingen     |
| 33      | Vereinigte Staaten | Ryan Mikesell     | 29.12.1996 | 2,01 m  |         | ÉS Chalon-sur-Saône |
| 10      | Danemark           | Bakary Dibba      | 23.10.2001 | 2,06 m  |         | PS Karlsruhe Lions  |
|         |                    | Center (C)        |            |         |         |                     |
| 15      | Deutschland        | Marcel Keßen      | 02.01.1997 | 2,07 m  |         | Phoenix Hagen       |
| 12      | Vereinigte Staaten | Osun Osunniyi     | 21.10.1998 | 2,08 m  |         | Limburg United      |

| Trainer            | Trainer          | Trainer     |
| Nat.               | Name             | Position    |
| ------------------ | ---------------- | ----------- |
| Finnland           | Danny Jansson    | Cheftrainer |
| Italien            | Carlo Finetti    | Co-Trainer  |
| Vereinigte Staaten | Serena Benavente | Co-Trainer  |

| Legende                 | Legende                 |
| Abk.                    | Bedeutung               |
| ----------------------- | ----------------------- |
| Kapitän der Mannschaft  | Mannschaftskapitän      |
| Langfristige Verletzung | Langfristige Verletzung |
| DL                      | Doppellizenzspieler     |
| A-Nat.                  | A-Nationalspieler       |
| Quellen                 |                         |
| Teamhomepage            |                         |
| Ligahomepage            |                         |
| Stand: 19.08.2024       |                         |

| Legende                 | Legende                 |
| Abk.                    | Bedeutung               |
| ----------------------- | ----------------------- |
| Kapitän der Mannschaft  | Mannschaftskapitän      |
| Langfristige Verletzung | Langfristige Verletzung |
| DL                      | Doppellizenzspieler     |
| A-Nat.                  | A-Nationalspieler       |
| Quellen                 |                         |
| Teamhomepage            |                         |
| Ligahomepage            |                         |
| Stand: 19.08.2024       |                         |

#### Nationalspieler der USC-Meisterteams
• Wolfgang Fengler (USA – DBM: 1977 – DBB-P: 1977, 1978)

• Reiner Frontzek (DBM: 1977 sowie 1971, 1972, 1976 – DBB-P: 1977, 1978 sowie 1971, 1974, 1976)

• Hilar Gese (DBM: 1973)

• Volker Heindel (EM 1961 – DBM: 1957, 1958, 1959, 1960, 1961, 1962, 1966)

• Eddy Johnson (USA – DBM: 1966)

• Dietrich „Didi“ Keller (OSS 1972, EM 1971 – DBM: 1973, 1977 sowie 1971, 1972 – DBB-P: 1977 sowie 1971)

• Werner Lamade (EM 1957 – 1957, 1958, 1959, 1960, 1961, 1962)

• Jürgen Langhoff (EM 1961 – DBM: 1966)

• Hans „Lambi“ Leciejewski (DBM: 1966)

• Hershel Lewis (USA – DBM: 1977 – DBD-P: 1977)

• Joachim „Jo“ Linnemann (OSS 1972)

• Jürgen „Joe“ Loibl (EM 1971 – DBM: 1966)

• Hannes Neumann (EM 1961, 1965 – DBM: 1957, 1958, 1959, 1960, 1961, 1962, 1966)

• Ulli Ottmar (EM 1957– DBM: 1957, 1958, 1959, 1960)

• Dieter Pfeiffer (EM 1971)

• Hans Riefling (DBM: 1973, 1977 – DBB-P: 1977)

• Oskar Roth (EM 1951, 1953, 1955, 1961 – DBM: 1957, 1958, 1959, 1960, 1961, 1962)

• Harald „Harry“ Rupp (DBM: 1977 sowie 1969 – DBB-P: 1977, 1978)

• Kurt Siebenhaar (EM 51, 53, 55, 61 – DBM: 1948, 1951, 1952, 1953, 1957, 1958, 1960)

• Christoph Staiger (DBM: 1966, 1973)

• Horst Stein (EM 1957, 1961 – DBM: 1957, 1958, 1959, 1960, 1961, 1962)

• Klaus „Pollo“ Urmitzer (EM 1965, 1971 – DBM: 1966 sowie 1965 – sowie DBB-P: 1969)

• Klaus Weinand (OSS 1972 – EM 1961 sowie 1965 – DBM: 1960, 1961, 1962 sowie 1963, 1964, 1969 – sowie DBB-P: 1967)

• George Weston (USA, DBM: 1973)

• Rassem Yahya (DBM: 1962 sowie 1969 – sowie DBB-P: 1967)

Legende: DBM = Deutsche Basketballmeisterschaft des DBB • DBB-P = DBB-Pokalsieg • EM = FIBA Europameisterschaft • OSS = Olympische Sommerspiele • Sämtliche von den genannten Spielern nicht im Trikot des USC Heidelberg erreichten Meisterschaften und Pokalsiege sowie die für 'zweite und dritte Vereine' gespielten internationalen Basketballturniere sind im Text kursiv dargestellt. Jahreszahlen dieser mit einem anderen Team gewonnenen Meisterschaften und erreichten Pokalsiege sind stets hinter einem 'sowie' und kursiv dargestellt aufgeführt.' 

#### Bekannte ehemalige USC-Basketballer
- Danilo Barthel (deutscher Nationalspieler)
- Kevin Burleson (CSU Asesoft Ploiesti/ROM)
- Markus Jochum (bis 2011 Headcoach EnBW Ludwigsburg)
- Pascal Roller (Deutscher Meister 2004, Vizeeuropameister 2005, Dritter bei den Weltmeisterschaften 2002)
- Paul Zipser (deutscher Nationalspieler)

#### Erfolge
- 9× Deutscher Meister (1957, 1958, 1959, 1960, 1961, 1962, 1966, 1973, 1977)
- 2× Deutscher Pokalsieger (1977, 1978)
- 2× Deutscher Jugendmeister (1956, 1983)
- 1× ProA-Meister (2021)

### Damen
Die Damenabteilung spielt seit der Saison 2017/18 unter dem Namen BasCats USC Heidelberg in der 1. Damen-Basketball-Bundesliga.

## Leichtathletik
Erste erfolgreiche Leichtathletin des USC Heidelberg war Ursula Knab. Die Meisterschaftsdritte im 100-Meter-Lauf von 1951 gewann 1952 mit der deutschen 4-mal-100-Meter-Staffel die Silbermedaille bei den Olympischen Spielen in Helsinki. Da die Staffel handgestoppt wie die US-amerikanischen Siegerinnen in 45,9 Sekunden das Ziel erreichte, war Knab mit der deutschen Staffel auch Weltrekordhalterin; der Weltrekord wurde ein Jahr später von der Staffel der Sowjetunion unterboten.
1960 gewann die 4-mal-100-Meter-Staffel des USC Heidelberg in der Besetzung Bergmann, Langbein, Bronnsack und Groß den einzigen deutschen Meistertitel der Heidelberger in einer olympischen Staffeldisziplin. Martha Langbein erlief kurz darauf mit der deutschen Staffel die Silbermedaille bei den Olympischen Spielen in Rom. Martha Langbein heiratete und startete fürderhin als Martha Pensberger für den TSV 1860 München. Bei den Europameisterschaften 1962 in Belgrad trat Renate Bronnsack im Staffelvorlauf mit Martha Pensberger an, im Endlauf war Bronnsack allerdings nicht am Start.
Die Europameisterschaften 1962 waren auch der Höhepunkt in der Leichtathletik-Karriere des Heidelberger Medizinstudenten Wilfried Kindermann. Nachdem er mit der Heidelberger 4-mal-400-Meter-Staffel den zweiten Platz bei der Deutschen Meisterschaft belegt hatte und in der Einzelentscheidung Vierter geworden war, war er bei den Europameisterschaften Mitglied der deutschen Staffel, die den Titel gewann.
1969 belegte der von Kassel nach Heidelberg gewechselte Gerd Loßdörfer den dritten Platz bei der Deutschen Meisterschaft im 400-Meter-Hürdenlauf. Bei Deutschen Meisterschaften erfolgreicher war auf dieser Strecke der Heidelberger Werner Reibert, der 1970, 1973 und 1975 den Deutschen Meistertitel gewann.
Neben den Läufern waren auch die Werfer des USC Heidelberg national erfolgreich. Werner Heger wurde 1965 Deutscher Meister im Kugelstoßen. Brigitte Berendonk gewann 1971 den Meistertitel im Diskuswurf und 1973 im Kugelstoßen. Helmut Schreiber war 1978 Fünfter der Europameisterschaften im Speerwurf und gewann 1981 den deutschen Meistertitel. 1979 wurde er in Mexiko Universiade-Sieger.